# Сава Вуковић (политичар)
Саво Вуковић (мађ. Sebő Vukovics; Ријека, 20. јул 1811 — Лондон, 19. новембар 1872) је био мађарски политичар српског порекла. Био је министар правде Мађарске 1849, за време Мађарске револуције 1848.

## Биографија
Сава Вуковић (млађи) рођен је у Ријеци, био је син спахије берексовског Саве Вуковића и Ане, рођ. Николић. Мада су му родитељи били православни Срби, он се потпуно отуђио; помађарио у пуном смислу речи. На српском црквено-народном сабору 1842. године он је још спадао међу Србе. Био је и пренумерант Вукових српских народних песама.
Током живота постао је прави мађарски племић. Среће се као чиновник Тамишке жупаније.
Објављени су његови мемоари на мађарском језику 1894. године у Будимпешти.